# Ахтырский, Иван Геннадьевич
Иван Геннадьевич Ахтырский (1 марта 1988 — 15 января 2023) — российский военнослужащий, гвардии младший сержант, командир отделения 76-й гвардейской десантно-штурмовой дивизии Воздушно-десантных войск России. Герой Российской Федерации (2023, посмертно).

## Биография
Родился 1 марта 1988 года в деревне Дорофеево Западнодвинского района, Тверской области в многодетной семье. Окончил Дубровскую школу. С 2003 по 2006 год учился в Западнодвинском технологическом колледже им. И. А. Ковалева по специальности — техник-механик.
Срочную службу проходил в Северо-Кавказском военном округе во Владикавказе. Был назначен командиром автомобильного отделения и присвоено звание младшего сержанта. В 2008 году принимал участие в боевых действиях в ходе Войны в Грузии. Был награждён Георгиевским крестом 2-й степени.
С 2012 года служил по контракту в составе 76-й гвардейской десантно-штурмовой дивизии Воздушно-десантных войск России в Пскове.
Участник вторжения России на Украину. По данным Министерства обороны РФ, в июле 2022 года выполнял задачу по безопасному сопровождению колонны группировки российских войск. Отличился в ходе обороны колонны от подразделений ВСУ.
15 января 2023 года Иван Ахтырский погиб при исполнении воинского долга.
25 января 2023 года Иван Ахтырский с воинскими почестями был похоронен в Пскове.
В 2023 году указом президента Российской Федерации младшему сержанту Ивану Геннадьевичу Ахтырскому присвоено звание Героя Российской Федерации «за отвагу и мужество, проявленные при исполнении воинского долга». 24 мая 2023 года медаль «Золотая Звезда» была передана его родственникам в зале Правительства Псковской области.

## Награды
- Герой Российской Федерации[6];
- три ордена Мужества;
- Георгиевский крест 2-й степени;
- медаль «За отвагу»[1][2].

## Память
- В 2024 году в Пскове была установлена мемориальная доска на доме, в котором жил Иван Ахтырский[7].